# Браунсберзький замок
Браунсбе́рзький за́мок, або за́мок Брау́нсберг (нім. Schloß Braunsberg) — готичний німецький цегляний замок на території східнопруського міста Браунсберг (сучасна Польща, місто Бранево, південно-східна частина Старого Міста біля Базиліки святої Катерини) у ХІІІ–XX століттях. Споруджений за правління католицького вармійського єпископа Генріха Флемінга (1278–1300). Після перенесення резиденції вармійських єпископів до Вормдітта в 1340 році, став резиденцією Браунсберзького бургграфа. 1454 року замок захопило Польське королівство й до 1461 року він знову використовувався як резиденція вармійських єпископів. У 1633–1635 роках його короткочасно контролювали шведи, що збудували навколо модерні бастіони та бульварки. З ХІХ століття замок втратив оборонне значення; в 1811 році тут розташовувалася школа, а у 1873–1874 роках частину замкових фортифікацій розібрали на цеглу. У 1945 році, в ході Другої світової війни, замок був практично повністю знищений Радянською армією. Більшу частину руїн розібрали 1958 року. Від замку залишилася лише одна башта, на 2-му поверсі якої розміщено католицьку каплицю. Польська стара назва — Бру́нсберзький замок; польська сучасна назва — Бра́невський замок (пол. Zamek braniewski).